# Le Village de l'Allemand
Le Village de l'Allemand, sous-titré Le Journal des frères Schiller, est un roman de Boualem Sansal paru le 3 janvier 2008 aux éditions Gallimard et ayant reçu la même année le grand prix RTL-Lire, le grand prix du roman de la SGDL, le prix Louis-Guilloux et le prix Nessim-Habif, Académie royale de langue et de littérature françaises.

## Résumé
Le roman raconte l’histoire de deux frères, Malrich et Rachel, d’origine algérienne et vivant en France. Après le suicide de Rachel, Malrich découvre que leur père, Hans Schiller, était un ancien SS impliqué dans les crimes d’Auschwitz avant de rejoindre l’Algérie et de combattre pour l’indépendance. À travers leurs journaux, le roman explore la mémoire, la culpabilité et les horreurs du nazisme et du terrorisme islamiste.

## Réception critique
L'ouvrage est censuré en Algérie car il effectue une comparaison entre l'islamisme et le nazisme.

## Éditions et traductions
- Éditions Gallimard[2], 2008  (ISBN 9782070786855)
- Coll. « Folio » no 4950, éditions Gallimard, 2009  (ISBN 9782070396993).